# Im Land der langen Schatten
Im Land der langen Schatten (Originaltitel: Ombre bianche) ist ein Spielfilm von Nicholas Ray aus dem Jahr 1960. Der Film stellt aus der Sicht der Eskimos die unterschiedlichen Lebenswelten und die kulturellen Unterschiede heraus, die Missverständnisse und Konflikte auslösen. Dies relativiert die scheinbare Überlegenheit und Gerechtigkeit des „weißen Mannes“. Er entstand nach dem Roman Top of the World von Hans Ruesch, der auch am Drehbuch beteiligt war. Am 29. September 1960 erfolgte die deutschsprachige Erstaufführung.

## Handlung
Inuk ist ein einfacher Eskimo, der als erfolgreicher Jäger in einer eher lebensfeindlichen Arktis endlich Ehemann werden will. Bei Besuch bei einer befreundeten Familie findet er schließlich eine junge Frau und behauptet sich auch gegenüber einem anderen Werber. Als er auf der Jagd einen anderen Jäger trifft, der einen Eisbären mit einem Gewehr erlegt, ist er von dem Gewehr, das weiße Siedler ins Land brachten, so fasziniert, dass er sich mit Fellen zu einem Handelsposten aufmacht, um damit ebenfalls eins zu erwerben. Dort versucht ihm ein Missionar die christliche Lehre nahezubringen. In einer Kette kultureller Missverständnisse tötet er den Missionar fahrlässig. Drei Jahre später wird Inuk von zwei Polizisten gefunden und aufgegriffen, die ihn einem Gericht überstellen sollen. Während ein Polizist im Marsch durch den Schnee erfriert, rettet Inuk dem zweiten Polizisten das Leben. Dieser lernt die Lebenswelt der Eskimos näher kennen und verstehen. Kurz vor der Auslieferung auf dem Handelsposten lässt er Inuk frei, damit dieser nicht bestraft wird.

## Kritik
Das Lexikon des internationalen Films schreibt: „Scheindokumentarisches über das Eskimo-Leben, wobei die Außenaufnahmen von Natur- und Jagderlebnissen prächtig zur Geltung kommen.“, fand die Handlung aber weniger überzeugend. In Frankreich wurde der Film positiv aufgenommen, in Italien heftig kritisiert. Das zu Beginn des (20.) Jahrhunderts populäre Thema des Gegensatzes von den freundlichen, großzügigen Wilden und der korrumpierenden Zivilisation werde hier bis zum Äußersten getrieben. Gelobt wurde der musikalische Kommentar.

## Bemerkungen
Internationaler Titel ist The Savage Innocents. In der DDR lief der Film als Weiße Schatten.
Für die italienische Version wird Baccio Bandini als Regisseur angegeben. Einspielergebnis dort waren 655 Millionen Lire.
Die Studioszenen entstanden in den Londoner Pinewood Studios, die Außenaufnahmen in Grönland, der Hudson Bay sowie der Arktiszone Kanadas.
Als Filmlieder hört man Sexy Rock von Colin Hicks und The Song Iceberg von The Four Saints.

## Auszeichnungen
Im Land der langen Schatten erhielt ein Silbernes Band für die beste Farbfotografie.